# Bahus-Soubiran
Bahus-Soubiran település Franciaországban, Landes megyében. Lakosainak száma 393 fő (2022. január 1.). Bahus-Soubiran Aire-sur-l’Adour, Castelnau-Tursan, Duhort-Bachen, Eugénie-les-Bains, Pécorade, Saint-Loubouer és Sorbets községekkel határos.

## Népesség
A település népességének változása:
| Lakosok száma | 388  | 327  | 326  | 347  | 405  | 416  | 409  | 396  | 395  | 393  |
|               | 1968 | 1982 | 1990 | 2006 | 2013 | 2015 | 2017 | 2019 | 2020 | 2022 |